# Marcel Carné

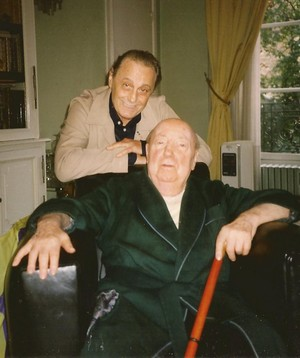
Marcel Carné (sitzend) mit dem Schauspieler Roland Lesaffre (1995)

Marcel Carné (* 18. August 1906 in Paris; † 31. Oktober 1996 in Clamart bei Paris) war ein französischer Filmregisseur, der in den 1930er Jahren als einer der Hauptvertreter des Poetischen Realismus durch Filme wie Hafen im Nebel, Hôtel du Nord (beide 1938) und Der Tag bricht an (1939) bekannt wurde. Sein berühmtestes Werk ist Kinder des Olymp (1943/45), das ebenfalls in dieser Tradition steht.

## Leben
Carné war der Sohn eines Tischlers. Seine Mutter starb, als er fünf Jahre alt war, daher wurde er von seiner Großmutter und einer Tante erzogen. Der filminteressierte junge Mann arbeitete nach dem Besuch einer Kunstgewerbeschule und dem Militärdienst zunächst als Versicherungsvertreter und kam schließlich als Kameratechniker selbst zur Filmindustrie. Als er bereits Kameraassistent war, begann er Filmkritiken für Pariser Zeitungen zu schreiben.
Mit einer Handkamera drehte Carné im Jahr 1929 Nogent, einen dokumentarischen Kurzfilm über Pariser Sonntagsausflügler. Als Filmkritiker besuchte er die USA. Wieder zurück in Frankreich, wurde er Regieassistent von René Clair und Jacques Feyder. Feyder wurde sein künstlerischer Ziehvater, der ihn dem Autor Jacques Prévert vorstellte, der ein lebenslanger Freund Carnés wurde und das Drehbuch für seine erste Regiearbeit, Jenny, schrieb; die Hauptrollen spielten darin Jean-Louis Barrault und Feyders Ehefrau, Françoise Rosay. Bereits mit seinem zweiten Film, der Kriminalgroteske Ein sonderbarer Fall, gelang Carné der Durchbruch; Prévert hatte auch hierfür das Drehbuch geschrieben. Die Filme Hafen im Nebel und Der Tag bricht an, in denen Jean Gabin die Hauptrolle übernahm, machten Carné neben Jean Renoir zum wichtigsten französischen Filmemacher der 1930er Jahre und dem wohl berühmtesten Vertreter des poetischen Realismus.
Unter der deutschen Besatzung Frankreichs im Zweiten Weltkrieg waren Carnés Filme verboten, doch es gelang ihm, unter schwierigen Bedingungen im Jahr 1942 Die Nacht mit dem Teufel und zwischen 1943 und 1945 Kinder des Olymp zu drehen. Letzterer gilt als einer der besten Filme aller Zeiten und wird bis heute in Programmkinos gezeigt. Danach nahm Carnés Einfluss ab, der poetische Realismus wich neuen Ausdrucksformen.
Carné war Jurypräsident der ersten Berlinale im Jahr 1956. 1979 wurde er als erster Filmregisseur in die französische Académie des Beaux-Arts gewählt.
Marcel Carné starb am 31. Oktober 1996 im Alter von 90 Jahren in Clamart. Er wurde auf dem Cimetière Saint-Vincent am Montmartre in Paris beigesetzt. In derselben Grabstätte wurde im Jahr 2009 sein Freund, der Schauspieler Roland Lesaffre, bestattet.

## Filmografie
- 1929: Nogent, Eldorado du dimanche (Kurzfilm)
- 1936: Jenny
- 1937: Ein sonderbarer Fall (Drôle de drame)
- 1938: Hafen im Nebel (Le Quai des brumes)
- 1938: Hôtel du Nord
- 1939: Der Tag bricht an (Le Jour se lève)
- 1942: Die Nacht mit dem Teufel (Les Visiteurs du soir)
- 1943/45: Kinder des Olymp (Les enfants du paradis)
- 1946: Pforten der Nacht (Les Portes de la nuit)
- 1950: Die Marie vom Hafen (La Marie du port)
- 1951: Liebe ein Traum (Juliette ou la clé des songes)
- 1953: Thérèse Raquin – Du sollst nicht ehebrechen (Thérèse Raquin)
- 1954: Die Luft von Paris (L'Air de Paris)
- 1956: Zum Glück gibt es ihn doch (Le Pays d’où je viens)
- 1958: Die sich selbst betrügen (Les Tricheurs)
- 1960: Gefährliches Pflaster (Terrain vague)
- 1962: Futter für süße Vögel (Du Mouron pour les petits oiseaux)
- 1965: Drei Zimmer in Manhattan (Trois chambres à Manhattan)
- 1968: Wie junge Wölfe (Les jeunes loups)
- 1971: Mörder nach Vorschrift (Les Assassins de l’ordre)
- 1974: La merveilleuse visite
- 1977: La Bible (Dokumentarfilm)

## Auszeichnungen
1938: Filmfestspiele von Venedig – Lobende Erwähnung für die Regie von Hafen im Nebel
1953: Filmfestspiele von Venedig – Silberner Löwe für Thérèse Racquin
1971: Filmfestspiele von Venedig – Goldener Ehrenlöwe für sein Lebenswerk
1979: César für sein Lebenswerk
1991: Luchino-Visconti-Preis für sein Lebenswerk bei der Preisverleihung des David di Donatello
1995: Europäischer Filmpreis für sein Lebenswerk